# Armando Bartra
Armando Bartra Vergés  (Barcelona, España, 1941) es un filósofo, sociólogo, catedrático universitario, periodista y escritor español naturalizado mexicano, residente en la Ciudad de México. Estudió filosofía en la Facultad de Filosofía y Letras de la Universidad Nacional Autónoma de México (UNAM). Ha sido profesor en la Facultad de Economía de la misma universidad y profesor en la Escuela Nacional de Antropología e Historia (ENAH)

## Datos biográficos
Armando Bartra fue director del Instituto de Estudios para el Desarrollo Maya, A.C. de 1983 a 2007. Se ha mantenido académicamente activo ejerciendo la docencia y la investigación en varias instituciones de educación superior de su país, como la Universidad Nacional Autónoma de México, en la Universidad Autónoma Metropolitana, unidad Xochimilco y en la Escuela Nacional de Antropología e Historia.  
Es autor de más de 30 libros y de más de 300 artículos periodísticos, de análisis y divulgación entre los que se incluyen ensayos literarios, poesía y textos sobre historia y ciencias sociales. Durante los pasados treinta años, su atención ha estado centrada en la situación social del campesinado mexicano particularmente en la región mesoamericana.

## Obra
De entre sus libros más difundidos se encuentran: 
- La utopía posible, Campesindios: aproximaciones a los campesinos de un continente colonizado (Bolivia, CIDES-Universidad Mayor de San Andrés, 2010);
- Tomarse la libertad: la dialéctica en cuestión (México, Itaca, 2010);
- El hombre de hierro: límites sociales y naturales del capital (México, DCSH, UAM-Xochimilco, 2008);
- El capital en su laberinto: de la renta de la tierra a la renta de la vida (México, Itaca y UACM, 2006);
- Los nuevos Herederos de Zapata (México, Fondo de Cultura Económica, 2007).
- Más recientemente (2020) publicó en el Fondo de Cultura Económica una biografía del político, y dirigente social, mártir de la última etapa de la revolución socialista de Yucatán, Felipe Carrillo Puerto, denominada Suku'un Felipe. Felipe Carrillo y la revolución maya de Yucatán.[2][3][4][5]

## Reconocimientos
En 2011, recibió el doctorado honoris causa de la Universidad Nacional de Córdoba, en Argentina.